# Fritz von Lossberg
Friedrich "Fritz" Karl von Lossberg, född 30 april 1868, död 4 maj 1942, var en tysk militär.
Lossberg blev officer 1888. Han var vid första världskrigets utbrott överstelöjtnant och stabschef vid 13:e württembergska armékåren, blev generalmajor 1917, generallöjtnant 1920, general av infanteriet 1926 och erhöll avsked 1927. Lossberg var 1917-18 generalstabschef vid armégruppen Hertig Albrecht av Württemberg i Flandern och inträdde 1920 som chef för 6:e divisionen i Riksvärnet och var 1923-27 chef för Gruppenkommando 2 i Kassel.